# Acanthodactylus guineensis
Acanthodactylus guineensis este o specie de șopârle din genul Acanthodactylus, familia Lacertidae, ordinul Squamata, descrisă de Boulenger 1887. Conform Catalogue of Life specia Acanthodactylus guineensis nu are subspecii cunoscute.